# Shareware-Autoren-Vereinigung

Shareware-Autoren-Vereinigung

Die Shareware-Autoren-Vereinigung (SAVE) wurde 1996 gegründet. Sie war eine Gemeinschaft, in der sich Autoren von Shareware und Freeware zusammengeschlossen hatten.
Die kostenlose Mitgliedschaft stand jedem offen, der mindestens ein Shareware- oder Freewareprogramm erstellt hatte und dies in deutscher Sprache auf einer rechtlich nicht zu beanstandenden Website anbot. Die Mitgliedschaft bot als Vorteile eine gemeinsame Plattform, die Möglichkeit zu Szenediskussionen im Forum, sowie den Zugriff auf den SAVE-Presseverteiler, FAQ etc.
Zeitweilig war die SAVE nach eigenen Angaben Europas größte Shareware-Autoren-Vereinigung, doch mangelte es spätestens in den 2010er Jahren an freiwilligen Helfern. Die nach einem Update der Serverarchitektur notwendig gewordene Anpassung zahlreicher Skripte der Webseite konnte darum nicht mehr vorgenommen werden. So wurde das Forum bereits seit 2011 im Nur-Lese-Modus betrieben, womit ein zentrales Medium des Austauschs zwischen den Autoren entfiel.
Im Jahr 2018 wurde die offizielle Website schließlich eingestellt und über einen Domainhändler zum Verkauf angeboten. In diesem Zuge wurde bekannt, dass der Betreiber im Jahr davor verstorben ist.